# Radio Capodistria
Radio Capodistria è una emittente radiofonica regionale della RTV Slovenija, ente radiotelevisivo pubblico della Repubblica di Slovenia, dedicato alla Comunità Nazionale Italiana in Istria (CNI) e nelle regioni italiane limitrofe.
Ha sede in via Fronte della Liberazione 15 a Capodistria, sul litorale sloveno, e trasmette in lingua italiana.:
I canali radio RTV SLO affiliati sono: Prvi program, Val 202, Ars, Radio Slovenia International, Radio Koper, Radio Maribor, MMR-Muravidéki Magyar Rádió.

## Storia
La radio nasce il 25 maggio del 1949 con il nome di Radio Trieste Zona Jugoslava (Radio jugoslovanske cone Trst).
Nel 1955, con il secondo esodo che riguardava la Zona B, Radio Capodistria si accinse ad assumere un nuovo volto e a svolgere una funzione quasi del tutto inattesa. Affiancata da una rete televisiva, divenne espressione di quanto di italiano rimaneva in Istria e, insieme e più ancora, punto di raccordo per una visione conciliativa dell'intero territorio giuliano, per una convivenza tra simili e tra diversi che da Pola si spingeva fino a Gorizia. I programmi erano in tre lingue: slovena, italiana e croata.
Dopo la firma del Memorandum di Londra, Radio Capodistria si unì con Radio Lubiana nel 1956 e fu abolito il programma in lingua croata. Data la sua efficacia commerciale (per decenni è stata una delle radio maggiormente seguite), il segnale fu irradiato in zone sempre più ampie dell'Italia.
Radio Capodistria è stata una delle prime emittenti bilingui in Europa. Nel 1979 il programma sloveno e quello italiano iniziarono a trasmettere su frequenze separate. La redazione in lingua italiana si avvaleva anche di collaboratori abitanti nei capoluoghi delle regioni nord-italiane.
All'inizio del XXI secolo la radio ha avviato la propria rivoluzione digitale: la produzione e la trasmissione dei programmi è stata affidata al sistema computerizzato Dalet.
Nel 2005 ha ricevuto il premio Italradio per la promozione e il sostegno alle trasmissioni in lingua italiana.
L'11 ottobre 2012 riceve a Trieste il premio "Cuffie d'Argento radio senza confini - premio Aeroporto FVG" nell'ambito del prestigioso premio radio "Cuffie d'Oro Lelio Luttazzi 2012".
Il 4 luglio 2014 la presidente della Rai, Anna Maria Tarantola, ha visitato la sede di Radio Capodistria accolta dal direttore generale della RTV Slovenija e dai responsabili dei programmi italiani della radio.
Il 20 agosto 2020 sono riprese le trasmissioni satellitari di radio e TV su Eutelsat 16 gradi Est frequenza 11.678 MHz, polarizzazione orizzontale, velocità del segnale: 30,000 MSym / s, Standard: DVB-S2, Modulazione: 8PSK, che copre tutta l’Europa, in chiaro e il 15 ottobre sono iniziate le trasmissioni digitali di Radio Capodistria su SLO DAB+ R2 canale 12C: frequenza 227.360 MHz, velocità del segnale: 88 kbit/s	Stereo AAC-LC, che copre: Slovenia occidentale, Istria, Friuli-Venezia Giulia e Veneto orientale.

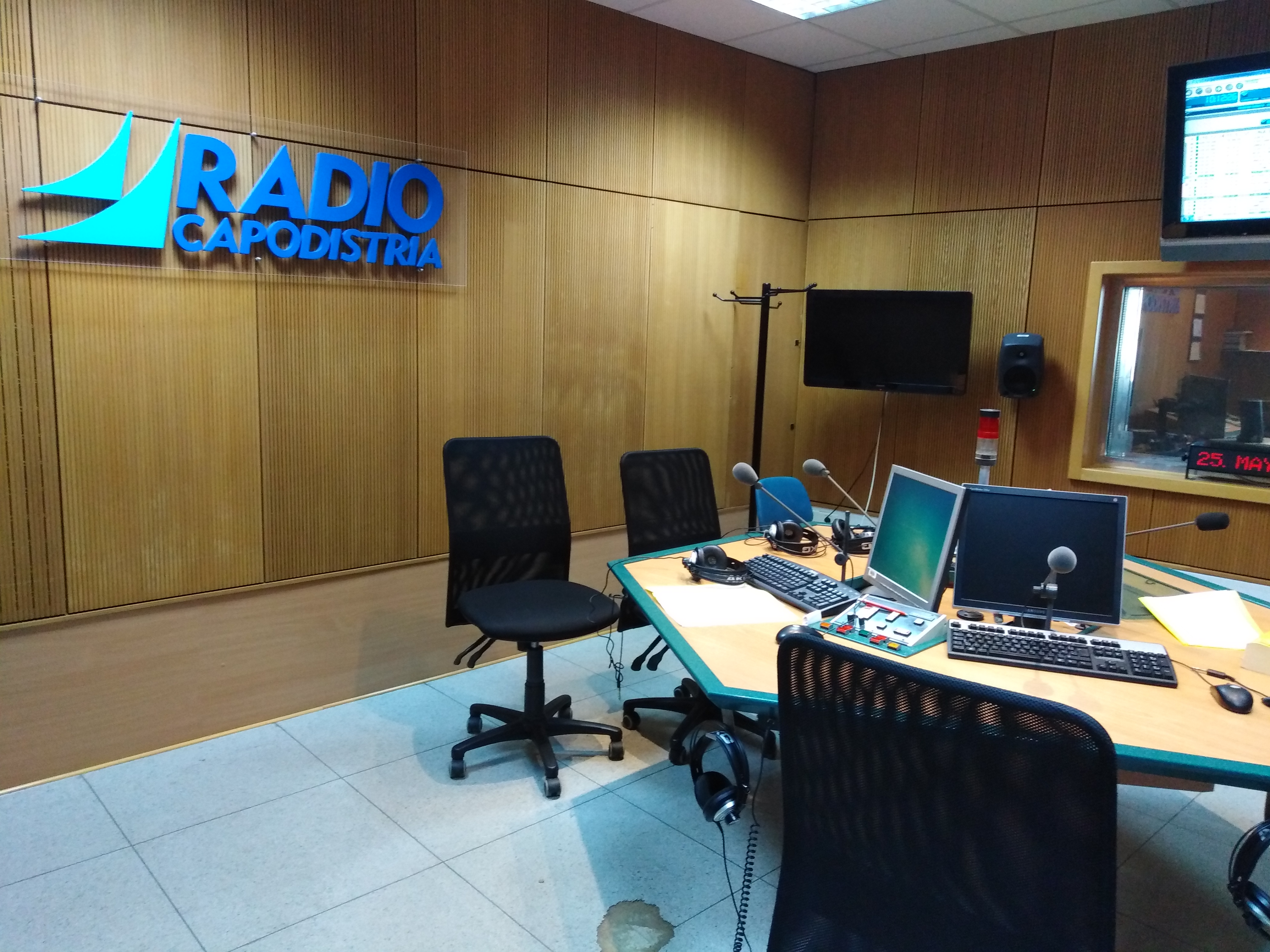
Lo Studio Uno
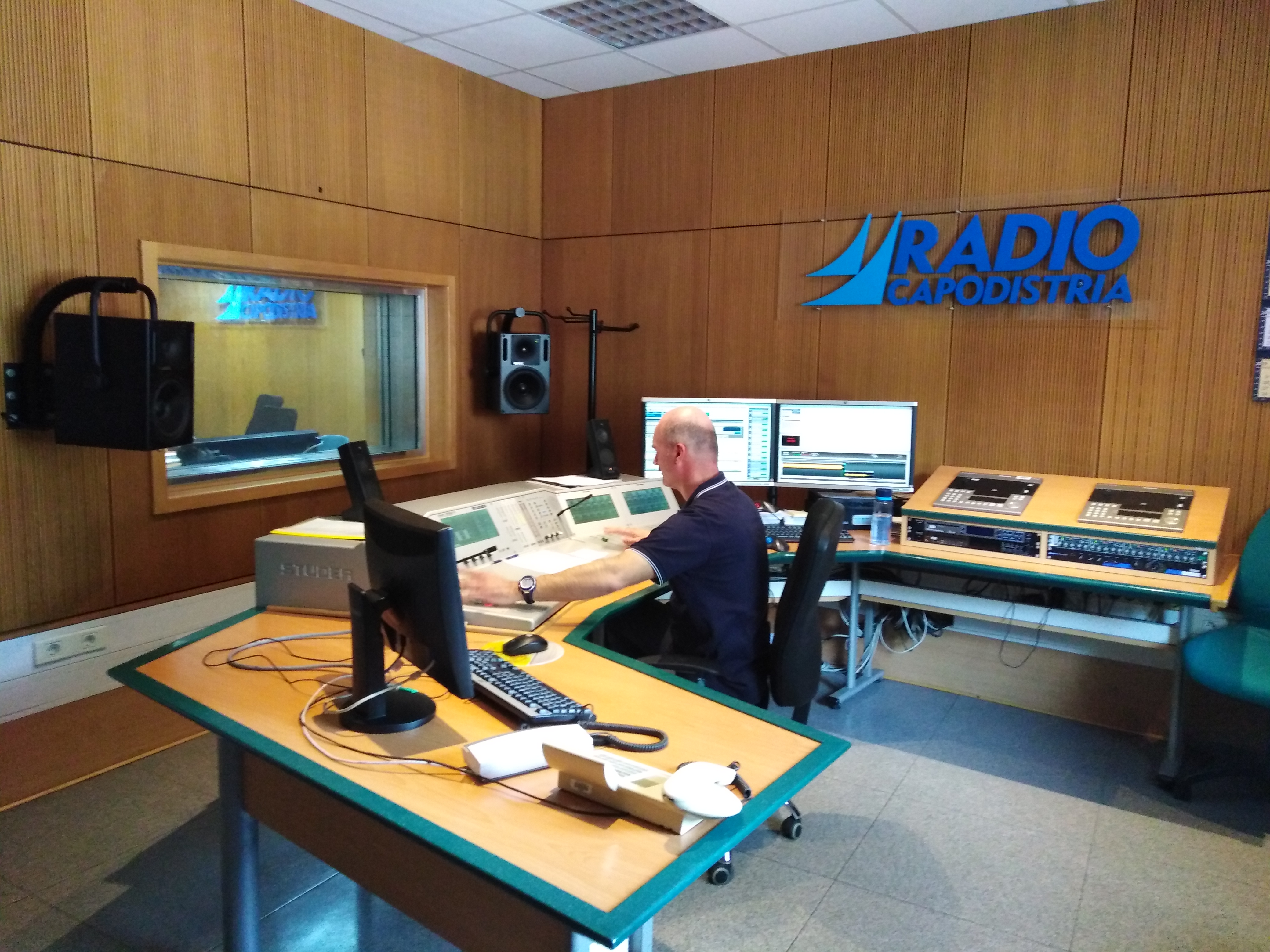
La regia dello Studio Uno

## Scopi fondamentali
Radio Capodistria si rivolge in primo luogo agli appartenenti ai 50 Circoli Culturali della Comunità Nazionale Italiana che vivono in Slovenia ed in Croazia, ma è molto seguita anche in Italia. È un'emittente che ha contribuito a segnare un'epoca ed una pagina importante della radiodiffusione in questa parte d'Europa.
Il Programma radiofonico per la Comunità Nazionale Italiana (come viene definito dalla Legge sull'emittenza pubblica radiotelevisiva in Slovenia) attua il diritto costituzionale della minoranza italiana all'informazione pubblica nella propria lingua madre ed ai contatti con la Nazione madre. Il Programma svolge un ruolo importante anche negli scambi culturali e nei contatti del gruppo italofono con la maggioranza slovena. Contribuisce all'informazione, alla conoscenza reciproca ed allo sviluppo dei rapporti di buon vicinato nonché alla collaborazione in un'area di contatto fra tre nazioni diverse, Slovenia, Croazia e Italia.

## Palinsesto
La programmazione copre le 24 ore. Particolare attenzione è riservata all'informazione e di fondamentale importanza sono le proposte che interessano e riguardano l'attività del gruppo nazionale italiano nel suo complesso. Altro aspetto importante è quello della cultura che, oltre ad essere costantemente presente nei giornali radio, si concentra ampiamente negli spazi quotidiani ad essa dedicati. Ci sono, poi, le trasmissioni d'intrattenimento, sportive e musicali nelle quali costante è il contatto diretto con gli ascoltatori.

### Programmi attuali
- Anteprima classifica
- Album charts
- Appuntamenti
- Ballando con Casadei
- Baluardi di cultura e tradizioni
- Bravi Oggi
- Buongiorno da Radio Capodistria
- Calendoscopio istriano
- Calle degli orti grandi
- Chinchillin
- Classicamente
- Commento in studio
- Cultura e società
- Detto tra noi
- Dorothy e Alice
- Economia e dintorni
- Exta extra extra
- Felici con il coach
- Fenomeni a confronto
- Ferry sport
- Finestra sul Friuli-Venezia Giulia
- Fonti di acqua viva
- Glocal
- I divergenti
- I nostri ospiti della settimana
- Il diario di Athena
- Il frullatore
- Il giardino di Euterpe
- Il suono nell'immagine
- Il vaso di Pandora
- In minoranza
- Istria che passione
- L'alveare
- L'argomento
- L'intervista
- L'Italia è fatta
- La biblioteca di Babele
- La canzone della settimana
- La musica scelta di Radio Capodistria
- La radio a modo nostro
- La rosa dei venti
- La valigia delle vacanze
- Le stelle di Elena
- Liricamente
- London Calling
- Luoghi e sapori
- Magnifici 22
- Masterclass
- McGuffin
- Nel paese delle donne
- Next
- Nottetempo jazz
- Ora musica
- Osservatorio
- P04 hot list
- Pairappappà
- Per un'ora di radio
- Pic Nic electronique
- Playlist
- Play music like
- Pomeriggio ore quattro
- Profumi di stagione
- Programmi Radio-Tv
- Punto e a capo
- Radio Capodistria sera
- Radioviaggio
- Ricordi golosi
- Santi Patroni
- Sigla single
- Slot parade
- Sogni di vacanza
- Sonoramente classici/Classicamente sonori
- Sonoricamente 2.0
- Souvenir d'Italie
- Tavernetta sulla luna
- Tempo scuola
- The magic bus
- Tra resti ed orme
- Tutti i topi vogliono ballare
- Volare nel tempo

### Informazione

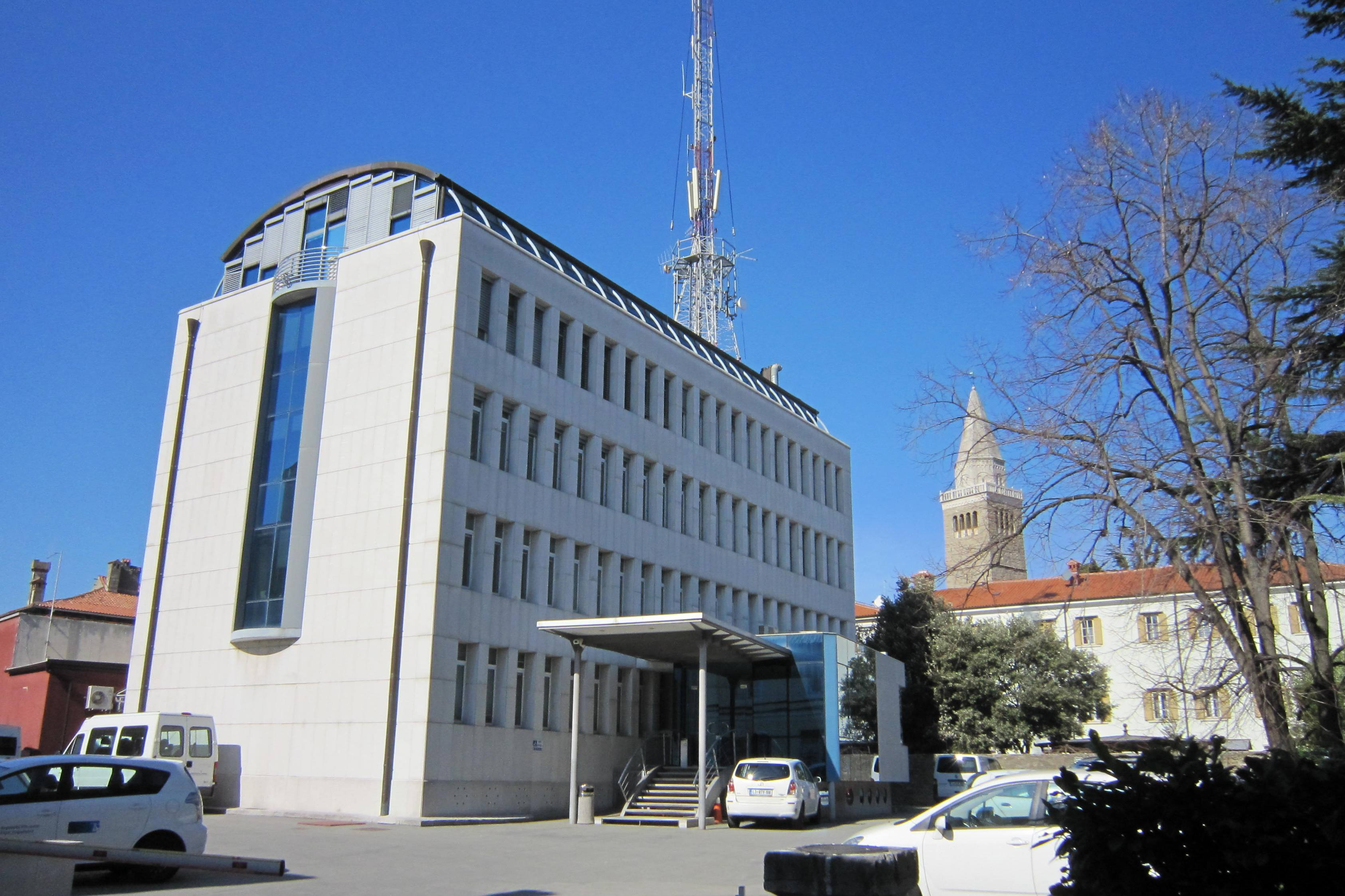
Veduta esterna della sede

- Il giornale del mattino in onda alle 07:15.
- Notizie in onda alle: 6:15, 8:30, 9:30, 10:30, 13:30, 14:30, 16:30, 17:30.
- I fatti del giorno in onda alle: 12:30 e 15:30.
- Il giornale della sera in onda alle 19:30.
- Il meteo, precede la messa in onda dei radiogiornali.
- Viaggiando la situazione delle strade in tempo reale, in onda alle: 6:58, 7:58, 8:58, 9:58, 10:58, 11:58, 12:58, 13:58, 14:58, 15:58, 16:58, 17:58, 18:58, 19:58.
- EuroRegione News: in onda ogni giorno alle 08:35 e alle 17:33.

### Programmi del passato
Elenco non completo dei programmi di maggior successo del passato
- A tu per tu con lo psicologo
- Appuntamento serale
- Ascoltiamoli insieme
- Barocco in musica
- Biodanza
- Bla bla bla
- Brindiamo con ...
- Buongiorno in musica
- Buona domenica
- Canti e danze da tutto il mondo
- Canzoni canzoni
- Carosello
- Celebri pagine pianistiche
- Chiaroscuri musicali
- Concerto sinfonico
- Cori nella sera
- Crash
- Cultura e società
- Di melodia in melodia
- Disco più, disco meno
- Domenica mattina con G. Pagano
- È con noi ...
- Edizioni Dem
- Edizioni sonora
- Flash in musica
- Fogli d'album musicali
- Fonti di acqua viva
- Galleria musicale
- Gli strimenti musicali e i loro maestri
- Golosità vegane e vitalità
- Hi.Fi. magazine
- Il cantuccio dei bambini
- In prima pagina
- Kim, il mondo giovane
- L'aquilone
- L'escursionista
- L'urlo
- La vera Romagna
- Le più belle canzoni d'amore
- Lettere a Luciano
- Lettere da ...
- Lp della settimana
- Luoghi e sapori
- Mini juke box
- Momenti di cultura oggi
- Mondo del disco
- Musica da ballo
- Musica da camera
- Musica per la buonanotte
- Musica per Voi
- Musiche di compositori sloveni
- Palcoscenico operistico
- Pensatori premaxisti e marxisti
- Pop jazz
- Pop scena
- Quattro passi in Romagna
- Ritmi per archi
- Rock party
- Sabato con Voi
- Su e zò per le contrade
- Sul nostro giradischi
- Valzer, polka, mazurka
- Vanna
- Ventimila lire per il vostro programma
- Vita e scuola
- Vivere il Vangelo
- Voci e suoni
- Week-end musicale
- Zig Zag

## Collaboratori, conduttori e giornalisti
- Jessica Acquavita
- Luisa Antoni
- Maurizio Bekar
- Dionizij Botter
- Corinne Brenko
- Rosanna Bubola
- Aberto Cernaz
- Corrado Cimador
- Barbara Costamagna
- Ferruccio Crevatin
- Srđan Spremo
- Aljoša Curavič
- Sandro Damiani
- Alberto D'Argenzio
- Miro Dellore
- Andrea Dilič
- Lara Drčič
- Andrea Effe
- Davide Fifaco
- Guglielmo Gortan
- Piero Guglielmino
- Fulvia Hočevar
- Daniele Kovačić
- Stefano Lusa
- Marisa Macchi
- Danijel Matič
- Andro Merkù
- Mauro Missana
- Boris Mitar
- Miriam Monica
- Erika Paternuš
- Paolo Picchierri
- Donatella Pohar
- Svetozar Rackov
- Sergio Rebelli
- Ornella Rossetto
- Antonio Saccone
- Silvano Sau
- Giuseppe Signorelli
- Arden Stancich
- Ida Stepančič
- Barbara Urizzi

## Collaboratori, conduttori e giornalisti del passato
- Mario Abram
- Alessandra Agosto
- Bruna Alessio
- Maria Battelli
- Monica Bertok
- Graziano D'Andrea
- Sandro Damiani
- Dario De Simone
- Ida Dessardo Stepančič
- Dario Divacchi
- Gianfranco Ginestri
- Aurelio Juri
- Franco Juri
- Peter Kolosimo
- Miro Kocijan
- Fulvio Lacovich
- Rosa Loik Francesconi
- Deanna Jovan Lacovich
- Gianni Lacovich
- Luciano Minghetti
- Ennio Opassi
- Ramiro Orto
- Herbert Pagani
- Maria Pfeifer
- Miriam Pinausi
- Ruggero Po
- Lidija Prijon
- Elena Rak
- don Paolo Ravbar
- Ugo Rizzo
- Majda Santin
- Sergio Settomini
- Gianfranco Siljan
- Daniela Sorgo
- Livio Sossi
- Andrea Šumenjak
- Fulvio Tomizza
- Matej Vatoveč
- Vasili Ventin
- Manlio Vidovich
- Giorgio Visintin[8]
- Vanija Vitoševič
- don Paolo Zaga
- Emil Zonta

## Slogan
- "Radio Capodistria, oltre ai confini del solito";
- "Radio Capodistria, l'emittente internazionale per chi vuole tanto, di tutto";
- "Radio Capodistria, di giorno e di notte, la classe si sente";
- "Radio Capodistria, grande amore!";
- "Radio Capodistria, l'amica di sempre";
- "Radio Capodistria, la musica che piace";
- "Radio Capodistria, un mare di musica".